# Dřevěný artikulární kostel (Svätý Kríž)
Dřevěný artikulární kostel ve Svätém Kríži, slovensky drevený artikulárny kostol Svätý Kríž nebo drevený artikulárny kostol Paludza, je protestantský chrám v obci Svätý Kríž v okrese Liptovský Mikuláš v Žilinském kraji na Slovensku. Kostel je kulturní památkou Slovenska a původně se nacházel ve vesnici Paludza, odkud byl ve 20. století přemístěn do Svätého Kríže.

## Historie
V Šoproni roku 1678 vydal císař Leopold I. artikuly jako reakci na Tökölyho povstání. V těchto artikulech je svolení ke stavbě 38 protestantských/evangelických tzv. artikulárních kostelů. To bylo podnětem ke stavbě dřevěného artikulárního kostela v obci Paludza v roce 1729, který postavil mistr Jozef Lang. Je to jedna z největších dřevěných staveb Slovenska a střední Evropy. Kostel je dvouposchoďový, má půdorys délky 43 m ve tvaru kříže a na stropu a kúru se nacházejí rostlinné a figurální malby ze 17. a 18. století. Původně byl kostel bez věže, protože artikuly nedovolovaly stavbu kostelních věží. Věž se zvonicí byla přistavěna roku 1781 až po vydání tolerančního patentu císaře Josefa II. Před vytvořením vodní nádrže Liptovská Mara byl kostel rozebrán a přemístěn do obce Svätý Kríž. Přemísťování kostela probíhalo v letech 1974 až 1982.

## Galerie

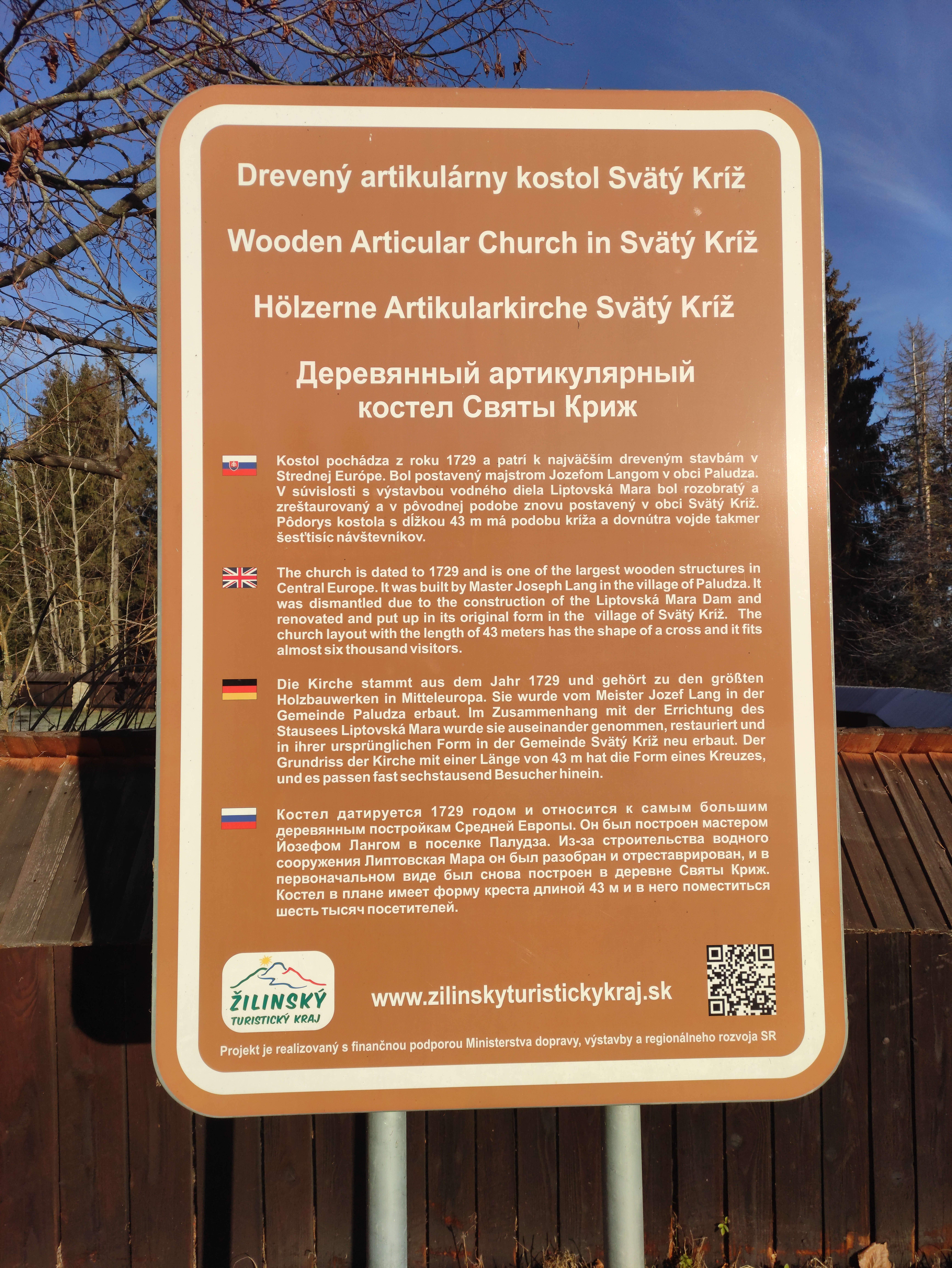
Informační panel u kostela
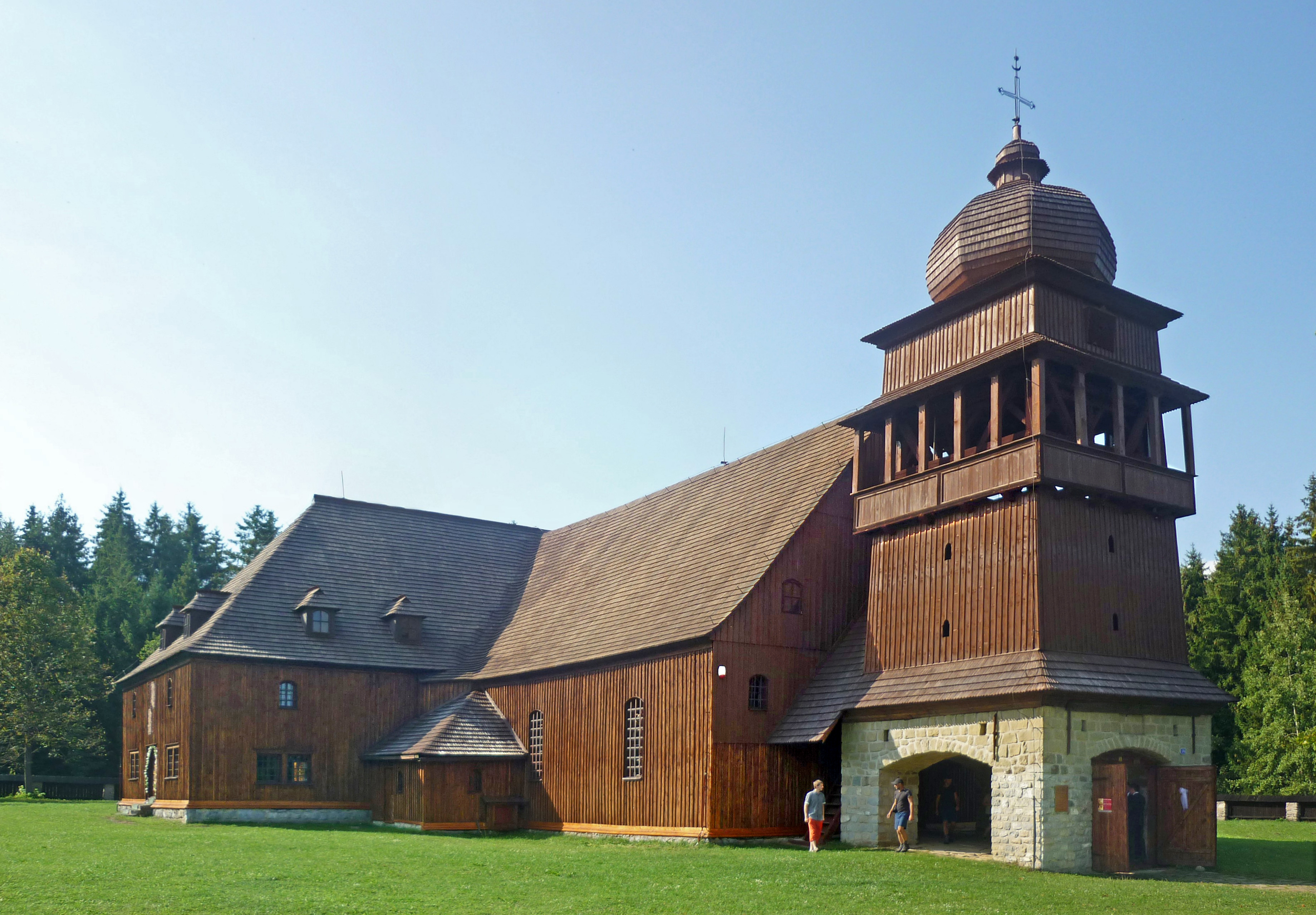
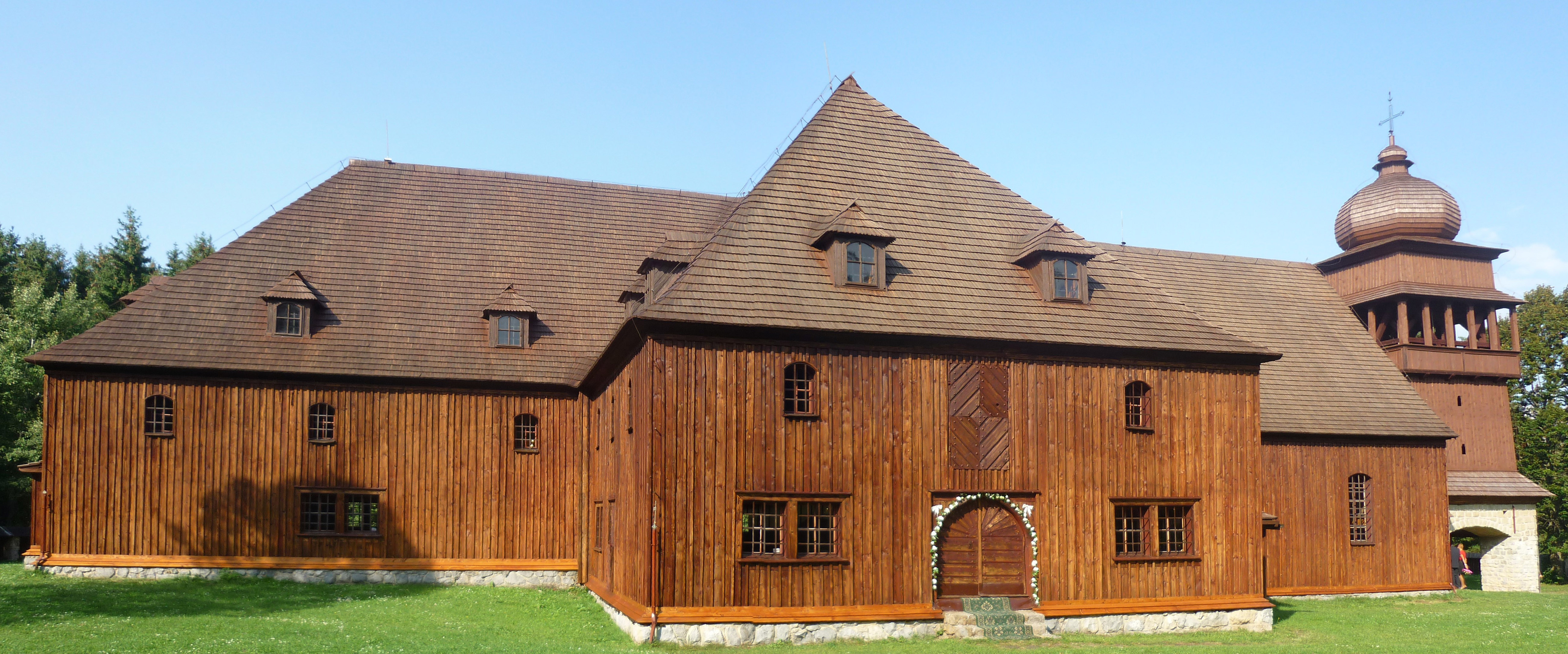
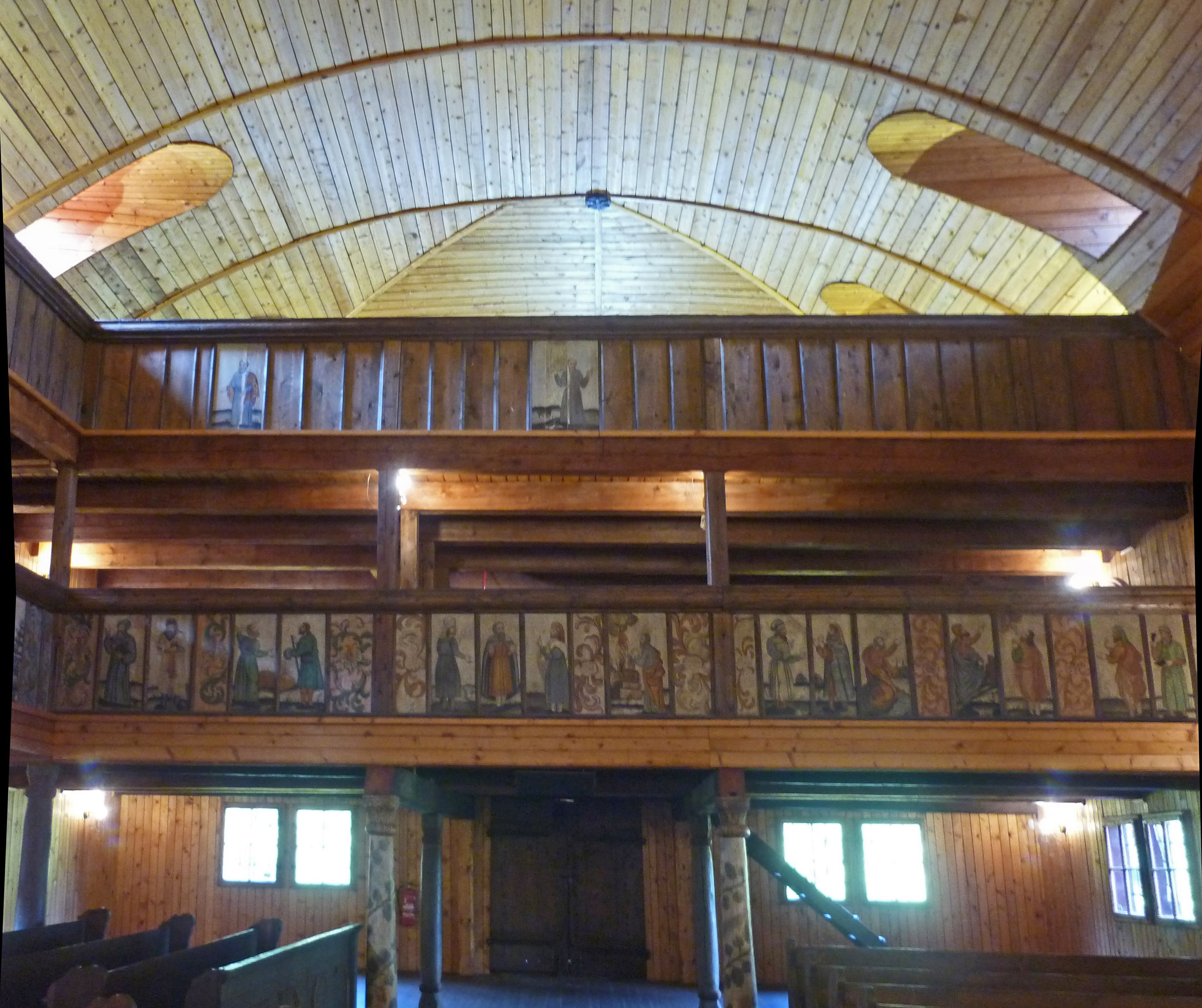
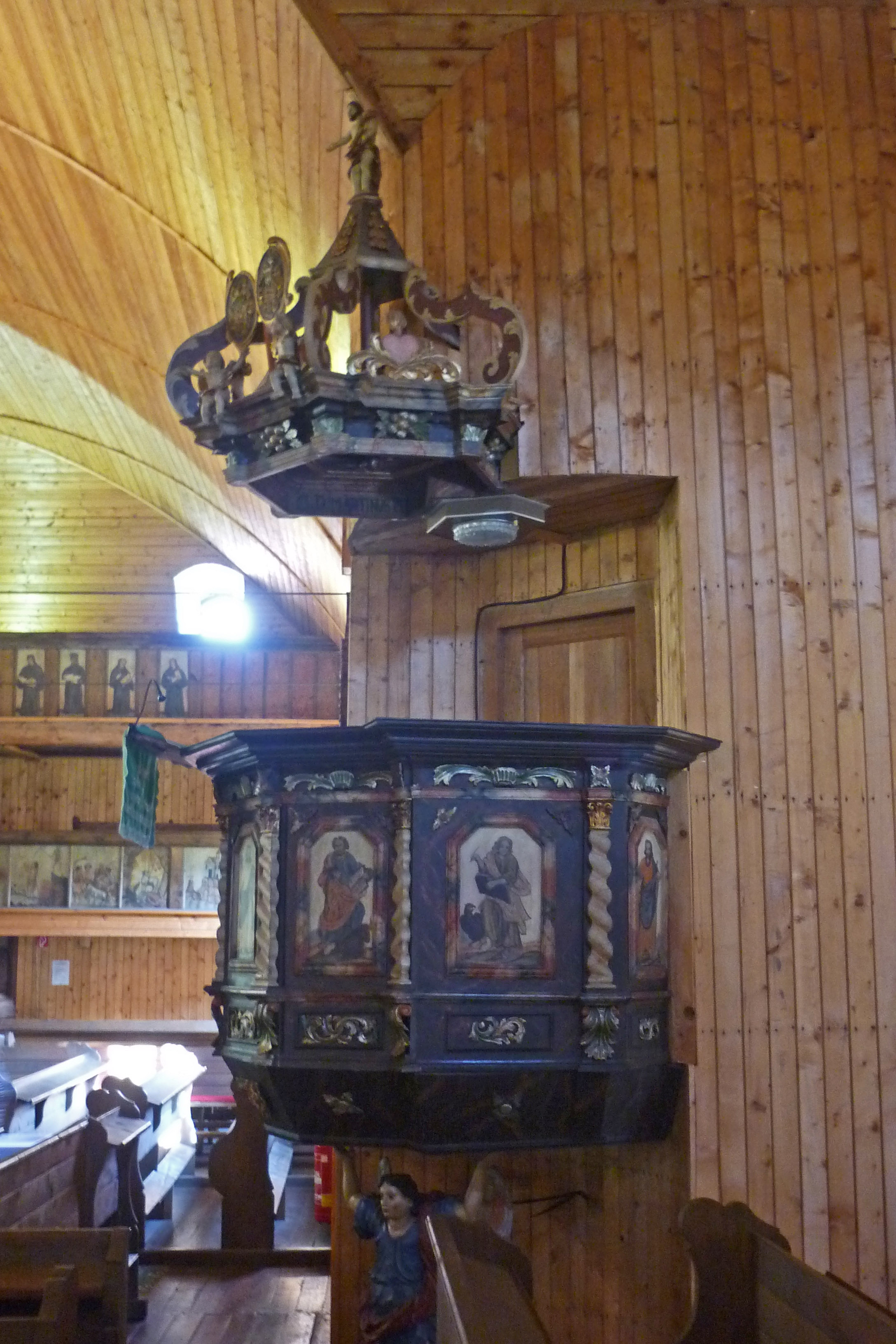